# 倉品博易
倉品 博易（くらしな ひろやす）は、グアムの考古学者。
東京都立日比谷高等学校卒、カリフォルニア大学バークレー校民族学修士号及び博士号修得。グアム大学教授であり、2004年よりグアム大学の学長を務めている。グアム大学ミクロネシア地域研究センターでは名誉顧問を務めている。